# Calentamiento inductivo
Cuando un conductor transporta corriente eléctrica produce un campo magnético, que lo rodea y cuya intensidad es proporcional a la intensidad de corriente que lo atraviesa.
Si aplicamos una corriente alterna a un conductor en forma de bobina se establece un campo magnético alterno dentro y fuera de la bobina. Introduciendo una pieza metálica en interior del campo magnético, se genera una fuerza electromotriz en el interior del metal que origina una corriente eléctrica interna.
Como los metales tienen resistencia eléctrica, se genera calor debido a la circulación de dicha corriente eléctrica.
Cuando introducimos un cilindro metálico en el interior de un campo magnético las líneas de fuerza no se distribuyen uniformemente, sino que la corriente que circula por la superficie exterior es mayor que la que circula por las capas interiores merced al efecto pelicular o efecto Kelvin. Por lo tanto el calentamiento se localizará en la periferia.
Se define como profundidad de penetración de la corriente como aquella distancia a la superficie del cilindro en el cual el valor de la corriente ha descendido a 0,37 del valor que tiene en la superficie.

{\displaystyle e=5030*{\sqrt {\frac {\phi }{\mu *F}}}}

siendo:
- e : profundidad de penetración en cm,
- {\displaystyle \phi } : resistividad en {\displaystyle {\frac {\Omega *cm^{2}}{cm}}},
- {\displaystyle \mu } : coeficiente de permeabilidad,
- F : frecuencia de la corriente de trabajo en Hz.

- Datos: Q5739974